# Ноулз, Карл
Карл Стэнли Ноулз (англ. Carl Stanley Knowles, 24 февраля 1910, Сан-Диего, Калифорния — 4 сентября 1981, Лос-Анджелес, Калифорния) — американский баскетболист, участник летних Олимпийских игр 1936 года в Берлине, олимпийский чемпион.

## Биография
Карл Ноулз играл за команду Калифорнийского университета в Лос-Анджелесе в конце 1920-х — начале 1930-х годов. В конце своей карьеры в этом клубе возглавлял его. Затем он играл за команду Universal Studios. В 1936 году семь членов этой команды стали олимпийскими чемпионами по баскетболу. После завершения баскетбольной карьеры работал в кинокомпании Universal Pictures. В последние годы жизни он долго и тяжело болел, прежде чем скончался в 1981 году.